# Camaleones (álbum)
Camaleones: Música de la Telenovela es el nombre de la banda sonora de la telenovela Camaleones, así como álbum debut del grupo musical del mismo nombre.

## Información
El álbum fue lanzado el 24 de noviembre del 2009 en México, bajo el sello discográfico EMI, contiene 10 temas, incluyendo el tema de la telenovela, "Sal de mi piel", interpretado por la cantante Belinda, dos temas de Pee Wee, además de un dueto entre Sherlyn y Pee Wee.
"Sal de mi piel" es el primer sencillo del álbum, debido a que era el tema principal de la telenovela, que sirvió para la entrada y salida de cada capítulo de Camaleones, así como en los promocionales que se transmitieron.
El primer sencillo de los Camaleones y el segundo del álbum era originalmente "No Quiero Verte" pero se cambió por "Una Hermosa Historia", del cual se grabó un videoclip con el cual se promocionó al grupo, sin embargo, el vídeo completo de este tema no fue liberado.
El segundo sencillo fue "Se Acabó" y se promocionó con un vídeo en vivo.
Posteriormente se crearon videoclips para las canciones: "No Quiero Verte" "Por Unas Palabras" y "Por Favor Quiéreme" que fueron utilizados para cerrar algunos capítulos.
Debido a que el final de la telenovela se apresuró, no se llevó a cabo la promoción del álbum como se tenía planeado, dando así por terminado el proyecto y sin darle promoción oficial a ningún tema.

## Canciones
| N.º | Título                 | Escritor(es)                                                               | Interpreta        | Duración |  |
| 1.  | «Sal De Mi Piel»       | Belinda Peregrín                                                           | Belinda           | 3:26     |  |
| 2.  | «Por Favor Quiéreme»   | Javier Calderón, Ruffo Ibarra Arellano                                     | Pee Wee y Sherlyn | 2:49     |  |
| 3.  | «Por Unas Palabras»    | José Alberto Inzunza Favela, Roxana Odali Puente Ávila                     | Camaleones        | 3:12     |  |
| 4.  | «No Quiero Verte»      | Javier Calderón, Eduardo Meza Rodríguez, Carlos Romo Bautista              | Camaleones        | 3:43     |  |
| 5.  | «Puedo Hacerte Feliz»  | Javier Calderón, Eduardo Meza Rodríguez                                    | Camaleones        | 3:55     |  |
| 6.  | «Rompecabezas»         | Dany Tomás, Irvin Salinas, Servando Primera                                | Pee Wee           | 3:25     |  |
| 7.  | «Una Hermosa Historia» | Di Pietro Rodríguez, Felice Orlando                                        | Camaleones        | 3:36     |  |
| 8.  | «Se Acabó»             | María Bernal, Javier Calderón, Eduardo Meza                                | Camaleones        | 3:42     |  |
| 9.  | «Camaleones»           | Francisco Saldaña, Irvin Salinas, Norgie Noriega, Richard Bull, Predikador | Pee Wee           | 4:17     |  |
| 10. | «Sólo Tú, Sólo Yo»     | Javier Calderón, Eduardo Meza Rodríguez, Christian Hugo Petersen Pérez     | Camaleones        | 2:49     |  |